# Heerlijkheid Kloetinge

Wapen van Kloetinge

De heerlijkheid Kloetinge is een ambachtsheerlijkheid in de provincie Zeeland.

## Geschiedenis
De heerlijkheid was, zoals nogal wat andere in deze provincie, eertijds in handen van leden van het geslacht Van Borssele. Door huwelijk kwam het daarna in handen van de heren Van Brederode. Uiteindelijk werd zij in 1765 gekocht door mr. Willem van der Bilt (1720-1786) in wiens geslacht het bleef tot 1842. Daarna kwam het, als privaatrechtelijk bezit, door koop in de familie Patijn en daarna door huwelijk in de familie Schorer  in welk geslacht het zich nog steeds bevindt.
Het wapen van de gemeente Kloetinge is hetzelfde als dat van de heerlijkheid.

## Eigenaren (vanaf 1765)

### Van der Bilt
Mr. Willem van der Bilt, heer van Cloetinge, in Kapelle, Eversdijk en Bath (1720-1786), kocht Kloetinge in 1765
- Zywert Diederik van der Bilt, heer van Cloetinge (1749-1809)
  - Willem van der Bilt, heer van Cloetinge (1770-1810)
  - Hubert Marinus van der Bilt, heer van Cloetinge (1779-1842)

### Patijn
Johannes Cornelis Clotterbooke Patijn, heer van Kloetinge (1832-1876), verkreeg door koop als minderjarige de heerlijkheid
- Mr. Johan Jacob Clotterbooke Patijn, heer van Kloetinge (1859-1922)
  - Irmgard Marguérite Clotterbooke Patijn, vrouwe van Kloetinge (1896-1984); in 1923 gehuwd met jhr. Herman Radermacher Schorer (1895-1979)
    - Jkvr. Jeanne Jacqueline Radermacher Schorer, vrouwe van Kloetinge (1932-2018); in 1955 gehuwd met Jan Godfried Carel van Dijk van 't Velde (1920-2000)
      - Jacob Johan Carel van Dijk van 't Velde